# Mantova Football Club 2015-2016
Questa voce raccoglie le informazioni riguardanti il Mantova Football Club nelle competizioni ufficiali della stagione 2015-2016.

## Stagione
Nella stagione 2015-2016 il Mantova disputa il quarantesimo campionato di terza serie della sua storia, facendo parte del girone A della Lega Pro.
In Coppa Italia di Lega Pro si qualifica nel girone eliminatorio davanti a Pordenone e Padova. Quindi perde al primo turno della fase finale, (1-2) dopo tempi supplementari in casa contro la SPAL.
Il Mantova cambia tre allenatori in stagione, nel girone di andata raccoglie 16 punti, nel girone di ritorno ne ottiene 18. Alla conclusione del campionato la squadra si classifica al quindicesimo posto con 34 punti, quindi partecipa ai Play-out. Nella doppia sfida con il Cuneo, pareggia (0-0) in Piemonte e vince (1-0) in casa con un goal di Salvatore Masiello, salvandosi dalla retrocessione in Serie D. Miglior marcatore dei virgiliani con 8 reti Francesco Ruopolo, 5 delle quali in campionato e 3 in Coppa Italia.

## Divise e sponsor
Lo sponsor tecnico è Givova, mentre quello ufficiale è SDL CentroStudi S.p.A.
| Casa | Trasferta | Terza divisa |

## Rosa
Rosa aggiornata al 28 gennaio 2016.
| N. |                    | Ruolo | Calciatore         |
| -- | ------------------ | ----- | ------------------ |
|    | Italia (bandiera)  | P     | Marco Albertoni    |
|    | Italia (bandiera)  | P     | Francesco Bonato   |
|    | Italia (bandiera)  | P     | Pasquale Pane      |
|    | Francia (bandiera) | D     | Allan Blaze        |
|    | Italia (bandiera)  | D     | Filippo Carini     |
|    | Italia (bandiera)  | D     | Andrea Cristini    |
|    | Italia (bandiera)  | D     | Valerio Foglio     |
|    | Italia (bandiera)  | D     | Fabio Gavazzi      |
|    | Russia (bandiera)  | D     | Juri Gonzi         |
|    | Italia (bandiera)  | D     | Francesco Lo Bue   |
|    | Italia (bandiera)  | D     | Mattia Lombardo    |
|    | Italia (bandiera)  | D     | Leonardo Longo     |
|    | Italia (bandiera)  | D     | Salvatore Masiello |
|    | Italia (bandiera)  | D     | Manuel Scalise     |
|    | Italia (bandiera)  | D     | Edoardo Scrosta    |
|    | Italia (bandiera)  | D     | Samuele Sereni     |
|    | Italia (bandiera)  | D     | Andrea Trainotti   |
|    | Italia (bandiera)  | C     | Gaetano Caridi     |
|    | Italia (bandiera)  | C     | Daniele Dalla Bona |

| N. |                    | Ruolo | Calciatore               |
| -- | ------------------ | ----- | ------------------------ |
|    | Francia (bandiera) | C     | Enzo Di Santantonio      |
|    | Italia (bandiera)  | C     | Andrea Giannarelli       |
|    | Italia (bandiera)  | C     | Riccardo Perpetuini      |
|    | Italia (bandiera)  | C     | Gabriele Puccio          |
|    | Italia (bandiera)  | C     | Silvano Raggio Garibaldi |
|    | Italia (bandiera)  | C     | Roberto Zammarini        |
|    | Italia (bandiera)  | C     | Giuseppe Ungaro          |
|    | Italia (bandiera)  | A     | Valerio Anastasi         |
|    | Italia (bandiera)  | A     | Moreno Beretta           |
|    | Italia (bandiera)  | A     | Alessandro De Respinis   |
|    | Italia (bandiera)  | A     | Mattia Maggio            |
|    | Italia (bandiera)  | A     | Nicolò Marangi           |
|    | Italia (bandiera)  | A     | Mattia Marchi            |
|    | Italia (bandiera)  | A     | Marco Mattei             |
|    | Italia (bandiera)  | A     | Matteo Momentè           |
|    | Italia (bandiera)  | A     | Francesco Ruopolo        |
|    | Senegal (bandiera) | A     | Falou Ndiaye Samb        |
|    | Italia (bandiera)  | A     | Pietro Tripoli           |

## Calciomercato

### Sessione estiva(dal 01/07 al 31/08)
| Acquisti | Acquisti               | Acquisti      | Acquisti              |
| R.       | Nome                   | da            | Modalità              |
| -------- | ---------------------- | ------------- | --------------------- |
| P        | Francesco Bonato       | Real Vicenza  | definitivo            |
| P        | Marco Albertoni        | Genoa         | prestito              |
| P        | Pasquale Pane          | Benevento     | definitivo            |
| D        | Filippo Carini         | L'Aquila      | definitivo            |
| D        | Valerio Foglio         | Novara        | definitivo (biennale) |
| D        | Fabio Gavazzi          | Novara        | prestito              |
| D        | Leonardo Longo         | Inter         | prestito              |
| D        | Luca Menini            | Torino        | fine prestito         |
| D        | Samuele Sereni         | Pavia         | definitivo            |
| D        | Mattia Lombardo        | Pro Vercelli  | prestito              |
| C        | Daniele Dalla Bona     | Real Vicenza  | definitivo            |
| C        | Gabriele Puccio        | Parma         | definitivo            |
| C        | Giuseppe Ungaro        | Atalanta      | prestito              |
| A        | Valerio Anastasi       | Chievo        | definitivo            |
| A        | Moreno Beretta         | Pisa          | definitivo            |
| A        | Alessandro De Respinis | Santarcangelo | fine prestito         |
| A        | Luca Manarin           | Castellana    | fine prestito         |
| A        | Nicolò Marangi         | Virtus Verona | fine prestito         |
| A        | Marco Mattei           | A.C. Rezzato  | definitivo            |
| A        | Matteo Momentè         | Varese        | definitivo            |
| A        | Francesco Ruopolo      | Reggiana      | definitivo            |

| Cessioni | Cessioni               | Cessioni      | Cessioni      |
| R.       | Nome                   | a             | Modalità      |
| -------- | ---------------------- | ------------- | ------------- |
| P        | Marco Festa            | Crotone       | definitivo    |
| P        | Lukáš Zima             | Genoa         | fine prestito |
| P        | Matteo Malagoli        |               |               |
| D        | Allan Blaze            |               | rescissione   |
| D        | Alberto Marchiori      | Genoa         | fine prestito |
| D        | Luca Menini            | San Marino    | prestito      |
| D        | Angelo Siniscalchi     | Pavia         | definitivo    |
| D        | Francesco Todisco      | Genoa         | fine prestito |
| D        | Christian Tavanti      | Juventus      | fine prestito |
| C        | Alberto Creati         |               | svincolato    |
| C        | Matteo Paro            | Crotone       | definitivo    |
| C        | Stefano Pondaco        |               | svincolato    |
| C        | Filippo Boniperti      | Alessandria   | definitivo    |
| A        | Alessandro De Respinis | Santarcangelo | prestito      |
| A        | Luca Manarin           | A.C. Rezzato  | prestito      |
| A        | Said Ahmed Said        | Genoa         | fine prestito |
| A        | Francisco Sartore      | Lucchese      | definitivo    |
| A        | Nicolò Zanetti         |               | svincolato    |
| A        | Steve Leo Beleck       | Fiorentina    | fine prestito |
| A        | Emmanuel Gyasi         | Torino        | fine prestito |

### Sessione invernale(dal 04/01 al 01/02)
| Acquisti | Acquisti            | Acquisti   | Acquisti   |
| R.       | Nome                | da         | Modalità   |
| -------- | ------------------- | ---------- | ---------- |
| D        | Andrea Cristini     | Pavia      | prestito   |
| D        | Francesco Lo Bue    | Lecce      | prestito   |
| D        | Salvatore Masiello  | svincolato | definitivo |
| C        | Andrea Giannarelli  | Pisa       | prestito   |
| C        | Riccardo Perpetuini | Cremonese  | definitivo |
| A        | Mattia Marchi       | Pavia      | definitivo |
| A        | Falou Ndiaye Samb   | Genoa      | prestito   |
| A        | Pietro Tripoli      | Ascoli     | definitivo |

| Cessioni | Cessioni           | Cessioni       | Cessioni      |
| R.       | Nome               | a              | Modalità      |
| -------- | ------------------ | -------------- | ------------- |
| D        | Valerio Foglio     | Pavia          | definitivo    |
| D        | Fabio Gavazzi      | Novara         | fine prestito |
| D        | Mattia Lombardo    | Pro Vercelli   | fine prestito |
| C        | Daniele Dalla Bona | AlbinoLeffe    | prestito      |
| C        | Gabriele Puccio    | Rimini         | definitivo    |
| A        | Valerio Anastasi   | Pistoiese      | prestito      |
| A        | Matteo Momentè     | Bassano Virtus | prestito      |

### Fuori sessione
| Acquisti | Acquisti      | Acquisti | Acquisti   |
| R.       | Nome          | da       | Modalità   |
| -------- | ------------- | -------- | ---------- |
| A        | Mattia Maggio | -        | definitivo |

## Risultati

### Campionato di Lega Pro

#### Girone di andata
| Arbitro: | Amabile (Vicenza) |

|            |           |  |
| Caridi 80’ | Marcatori |  |

| Arbitro: | Meleleo (Casarano) |

|                          |           |             |
| G. Tulli 67’ Gliozzi 86’ | Marcatori | 52’ Ruopolo |

| Arbitro: | Sassoli (Arezzo) |

|            |           |               |
| Carini 52’ | Marcatori | 45’ Strizzolo |

| Arbitro: | Perotti (Legnano) |

|                                            |           |                                     |
| A. Brighenti 10’ Magnaghi 43’ F. Forte 89’ | Marcatori | 47’ Anastasi 50’ Carini 85’ Ruopolo |

| Arbitro: | Giovani (Grosseto) |

|  |           |                      |
|  | Marcatori | 6’ Arma 88’ Giannone |

| Arbitro: | Pietropaolo (Modena) |

|                         |           |  |
| G. Cavalli 45+1’ (rig.) | Marcatori |  |

| Arbitro: | Maggioni (Lecco) |

|                         |           |  |
| Ruopolo 61’ Momentè 74’ | Marcatori |  |

| Arbitro: | Pillitteri (Palermo) |

|                                   |           |  |
| Neto Pereira 4’ Petrilli 66’, 69’ | Marcatori |  |

| Arbitro: | De Remigis (Teramo) |

|                    |           |                               |
| Di Santantonio 49’ | Marcatori | 2’ (rig.) Bruno 90+1’ Solerio |

| Arbitro: | Balice (Termoli) |

|  |           |           |
|  | Marcatori | 70’ Gonzi |

| Cittadella 15 novembre 2015, ore 17:30 CET 11ª giornata | Cittadella       | 0 – 0 referto | Mantova | Stadio Piercesare Tombolato (1.676 spett.)\| Arbitro: \| Ranaldi (Tivoli) \| |
| Arbitro:                                                | Ranaldi (Tivoli) |               |         |                                                                              |

| Arbitro: | Provesi (Treviglio) |

|             |           |                           |
| Ruopolo 10’ | Marcatori | 72’ Bracaletti 82’ Romero |

| Arbitro: | Paterna (Teramo) |

|                            |           |                        |
| Marino 29’ A. Ferretti 43’ | Marcatori | 39’ Ruopolo 60’ Ungaro |

| Arbitro: | Dionisi (L'Aquila) |

|  |           |                                                        |
|  | Marcatori | 9’ Mezavilla 24’ Branca 70’ M. Marconi 84’ Fischnaller |

| Piacenza 13 dicembre 2015, ore 15:00 CET 15ª giornata | Pro Piacenza        | 0 – 0 referto | Mantova | Stadio Leonardo Garilli (466 spett.)\| Arbitro: \| Vesprini (Macerata) \| |
| Arbitro:                                              | Vesprini (Macerata) |               |         |                                                                           |

| Arbitro: | Zanonato (Vicenza) |

|             |           |           |
| Momentè 89’ | Marcatori | 49’ Capua |

| Bergamo 11 gennaio 2015, ore 20:00 CET 17ª giornata | AlbinoLeffe      | 0 – 0 referto | Mantova | Stadio Atleti Azzurri d'Italia (501 spett.)\| Arbitro: \| Maggioni (Lecco) \| |
| Arbitro:                                            | Maggioni (Lecco) |               |         |                                                                               |

#### Girone di ritorno
| Arbitro: | Mantelli (Brescia) |

|             |           |                   |
| Florian 60’ | Marcatori | 72’ (aut.) Napoli |

| Mantova 24 gennaio 2016, ore 15:00 CET 19ª giornata | Mantova         | 0 – 0 referto | Südtirol | Stadio Danilo Martelli (2.137 spett.)\| Arbitro: \| Morreale (Roma) \| |
| Arbitro:                                            | Morreale (Roma) |               |          |                                                                        |

| Arbitro: | De Tullio (Bari) |

|               |           |  |
| Strizzolo 12’ | Marcatori |  |

| Arbitro: | Candeo (Este) |

|  |           |                                  |
|  | Marcatori | 9’ (aut.) Perpetuini 60’ Pacilli |

| Arbitro: | Sassoli (Arezzo) |

|           |           |           |
| Siega 32’ | Marcatori | 17’ Gonzi |

| Arbitro: | Pietropaolo (Modena) |

|                       |           |  |
| Samb 7’ M. Marchi 68’ | Marcatori |  |

| Arbitro: | Lacagnina (Caltanissetta) |

|                                  |           |                         |
| Rapisarda 5’ Sarao 58’ Varas 88’ | Marcatori | 66’ Gonzi 80’ M. Marchi |

| Arbitro: | Miele (Torino) |

|               |           |                                 |
| M. Marchi 55’ | Marcatori | 18’, 38’ Finocchio 57’ Altinier |

| Gorgonzola 12 marzo 2016, ore 20:30 CET 26ª giornata | Giana Erminio           | 0 – 0 referto | Mantova | Stadio comunale Città di Gorgonzola (940 spett.)\| Arbitro: \| Mastrodonato (Molfetta) \| |
| Arbitro:                                             | Mastrodonato (Molfetta) |               |         |                                                                                           |

| Arbitro: | Pagliardini (Arezzo) |

|  |           |                              |
|  | Marcatori | 11’ D'Ambrosio 58’ Falzerano |

| Arbitro: | Bertani (Pisa) |

|  |           |             |
|  | Marcatori | 86’ Coralli |

| Arbitro: | Fiorini (Frosinone) |

|                   |           |  |
| Guerra 87’ (rig.) | Marcatori |  |

| Arbitro: | Bichisecchi (Livorno) |

|               |           |  |
| M. Marchi 63’ | Marcatori |  |

| Alessandria 16 aprile 2016, ore 17:30 CEST 31ª giornata | Alessandria       | 0 – 0 referto | Mantova | Stadio Giuseppe Moccagatta (3.053 spett.)\| Arbitro: \| Piscopo (Imperia) \| |
| Arbitro:                                                | Piscopo (Imperia) |               |         |                                                                              |

| Arbitro: | Luciano (Lamezia Terme) |

|                      |           |  |
| M. Marchi 89’ (rig.) | Marcatori |  |

| Arbitro: | Boggi (Salerno) |

|  |           |                                         |
|  | Marcatori | 14’ Tripoli 32’ Zammarini 75’ M. Marchi |

| Arbitro: | Andreini (Forlì) |

|           |           |           |
| Gonzi 25’ | Marcatori | 33’ Magli |

#### Play-out
| Cuneo 21 maggio 2016, ore 15:00 CEST Andata | Cuneo              | 0 – 0 referto | Mantova | Stadio Fratelli Paschiero (1.200 spett.)\| Arbitro: \| Marinelli (Tivoli) \| |
| Arbitro:                                    | Marinelli (Tivoli) |               |         |                                                                              |

| Arbitro: | Guccini (Albano Laziale) |

|              |           |  |
| Masiello 81’ | Marcatori |  |

### Coppa Italia Lega Pro

#### Fase eliminatoria a gironi
| Squadra   | P.ti | G | V | N | P | GF | GS | DR |
| --------- | ---- | - | - | - | - | -- | -- | -- |
| Mantova   | 4    | 2 | 1 | 1 | 0 | 3  | 2  | +1 |
| Pordenone | 3    | 2 | 1 | 0 | 1 | 2  | 2  | 0  |
| Padova    | 1    | 2 | 0 | 1 | 1 | 1  | 2  | -1 |

| Arbitro: | Cipriani (Empoli) |

|             |           |              |
| Ruopolo 88’ | Marcatori | 27’ Altinier |

| Arbitro: | Sprezzola (Mestre) |

|             |           |                  |
| Savio 90+1’ | Marcatori | 24’, 79’ Ruopolo |

#### Fase finale
| Arbitro: | D'Apice (Arezzo) |

|           |           |                           |
| Gonzi 32’ | Marcatori | 25’ Zigoni 90+2’ J. Ferri |

## Statistiche

### Statistiche di squadra
| Competizione          | Punti | In casa | In casa | In casa | In casa | In casa | In casa | In trasferta | In trasferta | In trasferta | In trasferta | In trasferta | In trasferta | Totale | Totale | Totale | Totale | Totale | Totale | DR  |
| Competizione          | Punti | G       | V       | N       | P       | Gf      | Gs      | G            | V            | N            | P            | Gf           | Gs           | G      | V      | N      | P      | Gf     | Gs     | DR  |
| --------------------- | ----- | ------- | ------- | ------- | ------- | ------- | ------- | ------------ | ------------ | ------------ | ------------ | ------------ | ------------ | ------ | ------ | ------ | ------ | ------ | ------ | --- |
| Lega Pro (girone A)   | 34    | 17      | 5       | 4       | 8       | 13      | 21      | 17           | 2            | 9            | 6            | 14           | 18           | 34     | 7      | 13     | 14     | 27     | 39     | -12 |
| Play-out              |       | 1       | 1       | 0       | 0       | 1       | 0       | 1            | 0            | 1            | 0            | 0            | 0            | 2      | 1      | 1      | 0      | 1      | 0      | 0   |
| Coppa Italia Lega Pro |       | 2       | 0       | 1       | 1       | 2       | 3       | 1            | 1            | 0            | 0            | 2            | 1            | 3      | 1      | 1      | 1      | 4      | 4      | 0   |
| Totale                | 34    | 20      | 6       | 5       | 9       | 16      | 24      | 19           | 3            | 10           | 6            | 16           | 19           | 39     | 9      | 15     | 15     | 32     | 43     | -12 |

### Andamento in campionato
| Giornata  | 1 | 2  | 3  | 4  | 5  | 6  | 7  | 8  | 9  | 10 | 11 | 12 | 13 | 14 | 15 | 16 | 17 | 18 | 19 | 20 | 21 | 22 | 23 | 24 | 25 | 26 | 27 | 28 | 29 | 30 | 31 | 32 | 33 | 34 |
| --------- | - | -- | -- | -- | -- | -- | -- | -- | -- | -- | -- | -- | -- | -- | -- | -- | -- | -- | -- | -- | -- | -- | -- | -- | -- | -- | -- | -- | -- | -- | -- | -- | -- | -- |
| Luogo     | C | T  | C  | T  | C  | T  | C  | T  | C  | T  | T  | C  | T  | C  | T  | C  | T  | T  | C  | T  | C  | T  | C  | T  | C  | T  | C  | C  | T  | C  | T  | C  | T  | C  |
| Risultato | V | P  | N  | N  | P  | P  | V  | P  | P  | V  | N  | P  | N  | P  | N  | N  | N  | N  | N  | P  | P  | N  | V  | P  | P  | N  | P  | P  | P  | V  | N  | V  | V  | N  |
| Posizione | 4 | 10 | 11 | 11 | 14 | 14 | 13 | 14 | 15 | 14 | 15 | 15 | 14 | 14 | 15 | 15 | 15 | 15 | 16 | 16 | 16 | 16 | 16 | 16 | 16 | 16 | 16 | 16 | 16 | 16 | 16 | 16 | 16 | 15 |

Legenda:

Luogo: C = Casa; T = Trasferta. Risultato: V = Vittoria; N = Pareggio; P = Sconfitta.

### Statistiche dei giocatori
Nel conteggio delle reti in campionato si aggiunga un autogol a favore. In corsivo i giocatori ceduti a stagione in corso.
| Giocatore           | Lega Pro + Play-out | Lega Pro + Play-out | Lega Pro + Play-out | Lega Pro + Play-out | Coppa Italia Lega Pro | Coppa Italia Lega Pro | Coppa Italia Lega Pro | Coppa Italia Lega Pro | Totale   | Totale | Totale      | Totale     |
| Giocatore           | Presenze            | Reti                | Ammonizioni         | Espulsioni          | Presenze              | Reti                  | Ammonizioni           | Espulsioni            | Presenze | Reti   | Ammonizioni | Espulsioni |
| ------------------- | ------------------- | ------------------- | ------------------- | ------------------- | --------------------- | --------------------- | --------------------- | --------------------- | -------- | ------ | ----------- | ---------- |
| M. Albertoni        | 0                   | 0                   | 0                   | 0                   | 1                     | -2                    | 0                     | 0                     | 1        | -2     | 0           | 0          |
| F. Bonato           | 28+2                | -32                 | 3                   | 0                   | 1                     | -1                    | 0                     | 0                     | 31       | -33    | 3           | 0          |
| P. Pane             | 7                   | -7                  | 1                   | 0                   | 1                     | -1                    | 0                     | 0                     | 8        | -8     | 1           | 0          |
| A. Blaze            | -                   | -                   | -                   | -                   | 1                     | 0                     | 0                     | 0                     | 1        | 0      | 0           | 0          |
| F. Carini           | 30+2                | 2                   | 3                   | 0                   | 2                     | 0                     | 2                     | 0                     | 34       | 2      | 5           | 0          |
| A. Cristini         | 6+2                 | 0                   | 2                   | 0                   | -                     | -                     | -                     | -                     | 8        | 0      | 2           | 0          |
| V. Foglio           | 13                  | 0                   | 1                   | 0                   | 0                     | 0                     | 0                     | 0                     | 13       | 0      | 1           | 0          |
| F. Gavazzi          | 10                  | 0                   | 2                   | 0                   | 3                     | 0                     | 0                     | 0                     | 13       | 0      | 2           | 0          |
| J. Gonzi            | 24+2                | 4                   | 1                   | 0                   | 3                     | 1                     | 1                     | 0                     | 29       | 5      | 2           | 0          |
| F. Lo Bue           | 15+2                | 0                   | 2+1                 | 0                   | -                     | -                     | -                     | -                     | 17       | 0      | 3           | 0          |
| M. Lombardo         | 0                   | 0                   | 0                   | 0                   | 1                     | 0                     | 1                     | 0                     | 1        | 0      | 1           | 0          |
| L. Longo            | 11                  | 0                   | 2                   | 0                   | 1                     | 0                     | 0                     | 0                     | 12       | 0      | 2           | 0          |
| S. Masiello         | 4+2                 | 0+1                 | 1                   | 0                   | -                     | -                     | -                     | -                     | 6        | 1      | 1           | 0          |
| M. Scalise          | 22+2                | 0                   | 6                   | 0                   | 1                     | 0                     | 0                     | 0                     | 25       | 0      | 6           | 0          |
| E. Scrosta          | 21+2                | 0                   | 7                   | 0                   | 3                     | 0                     | 0                     | 0                     | 26       | 0      | 7           | 0          |
| S. Sereni           | 23+2                | 0                   | 6                   | 0                   | 1                     | 0                     | 0                     | 0                     | 26       | 0      | 6           | 0          |
| A. Trainotti        | 23                  | 0                   | 6                   | 0                   | 1                     | 0                     | 0                     | 0                     | 24       | 0      | 6           | 0          |
| G. Caridi           | 23+2                | 1                   | 4                   | 0                   | 1                     | 0                     | 0                     | 0                     | 26       | 1      | 4           | 0          |
| D. Dalla Bona       | 18                  | 0                   | 5                   | 0                   | 2                     | 0                     | 0                     | 0                     | 20       | 0      | 5           | 0          |
| E. Di Santantonio   | 22                  | 1                   | 6                   | 1                   | 2                     | 0                     | 0                     | 0                     | 24       | 1      | 6           | 1          |
| A. Giannarelli      | -                   | -                   | -                   | -                   | -                     | -                     | -                     | -                     | -        | -      | -           | -          |
| R. Perpetuini       | 12                  | 0                   | 2                   | 0                   | -                     | -                     | -                     | -                     | 12       | 0      | 2           | 0          |
| G. Puccio           | 5                   | 0                   | 1                   | 0                   | 3                     | 0                     | 1                     | 0                     | 8        | 0      | 2           | 0          |
| S. Raggio Garibaldi | 32+2                | 0                   | 9+1                 | 0                   | 3                     | 0                     | 0                     | 0                     | 37       | 0      | 10          | 0          |
| R. Zammarini        | 23+2                | 1                   | 2                   | 0                   | 1                     | 0                     | 0                     | 0                     | 26       | 1      | 2           | 0          |
| V. Anastasi         | 8                   | 1                   | 0                   | 0                   | 1                     | 0                     | 0                     | 0                     | 9        | 1      | 0           | 0          |
| M. Beretta          | 6                   | 0                   | 1                   | 0                   | 2                     | 0                     | 0                     | 0                     | 8        | 0      | 1           | 0          |
| A. De Respinis      | -                   | -                   | -                   | -                   | 1                     | 0                     | 0                     | 0                     | 1        | 0      | 0           | 0          |
| M. Maggio           | 1                   | 0                   | 0                   | 0                   | -                     | -                     | -                     | -                     | 1        | 0      | 0           | 0          |
| N. Marangi          | -                   | -                   | -                   | -                   | -                     | -                     | -                     | -                     | -        | -      | -           | -          |
| M. Marchi           | 16+2                | 6                   | 0                   | 0                   | -                     | -                     | -                     | -                     | 18       | 6      | 0           | 0          |
| M. Mattei           | -                   | -                   | -                   | -                   | -                     | -                     | -                     | -                     | -        | -      | -           | -          |
| M. Momentè          | 13                  | 2                   | 2                   | 0                   | 1                     | 0                     | 0                     | 0                     | 14       | 2      | 2           | 0          |
| F. Ruopolo          | 18                  | 5                   | 0                   | 0                   | 3                     | 3                     | 0                     | 0                     | 21       | 8      | 0           | 0          |
| P. Tripoli          | 12+1                | 1                   | 1                   | 0                   | -                     | -                     | -                     | -                     | 13       | 1      | 1           | 0          |
| F.D. Samb           | 12+1                | 1                   | 2+1                 | 0                   | -                     | -                     | -                     | -                     | 13       | 1      | 3           | 0          |
| G. Ungaro           | 17                  | 1                   | 1                   | 0                   | 2                     | 0                     | 0                     | 0                     | 19       | 1      | 1           | 0          |